# Gabriela Sifuentes Castilla
Gabriela Sifuentes Castilla   (Chihuahua, 1983 - Taylorsville, 17 d'octubre de 2021), més coneguda com Gaby Ramos fou una locutora de ràdio mexicana.
Era la veu de La Más Picosita, emissora local de Salt Lake City, i referent entre la comunitat hispana. A les seues emissions en el programa La Neta del Planeta, donava consells a les dones sobre temes com nutrició, autoestima o violència de gènere. La matinada del 17 d'octubre del 2021 va ser assassinada a trets pel seu company sentimental.